# 罗山站 (咸镜南道)
羅山站（韓語：라산역）是朝鮮民主主義人民共和國咸鏡南道乐园郡的一個鐵路車站，属于平罗线。

## 邻近车站
平罗线
细浦里站 - 羅山站 - 三湖站